# Maciej Dzienisiewicz

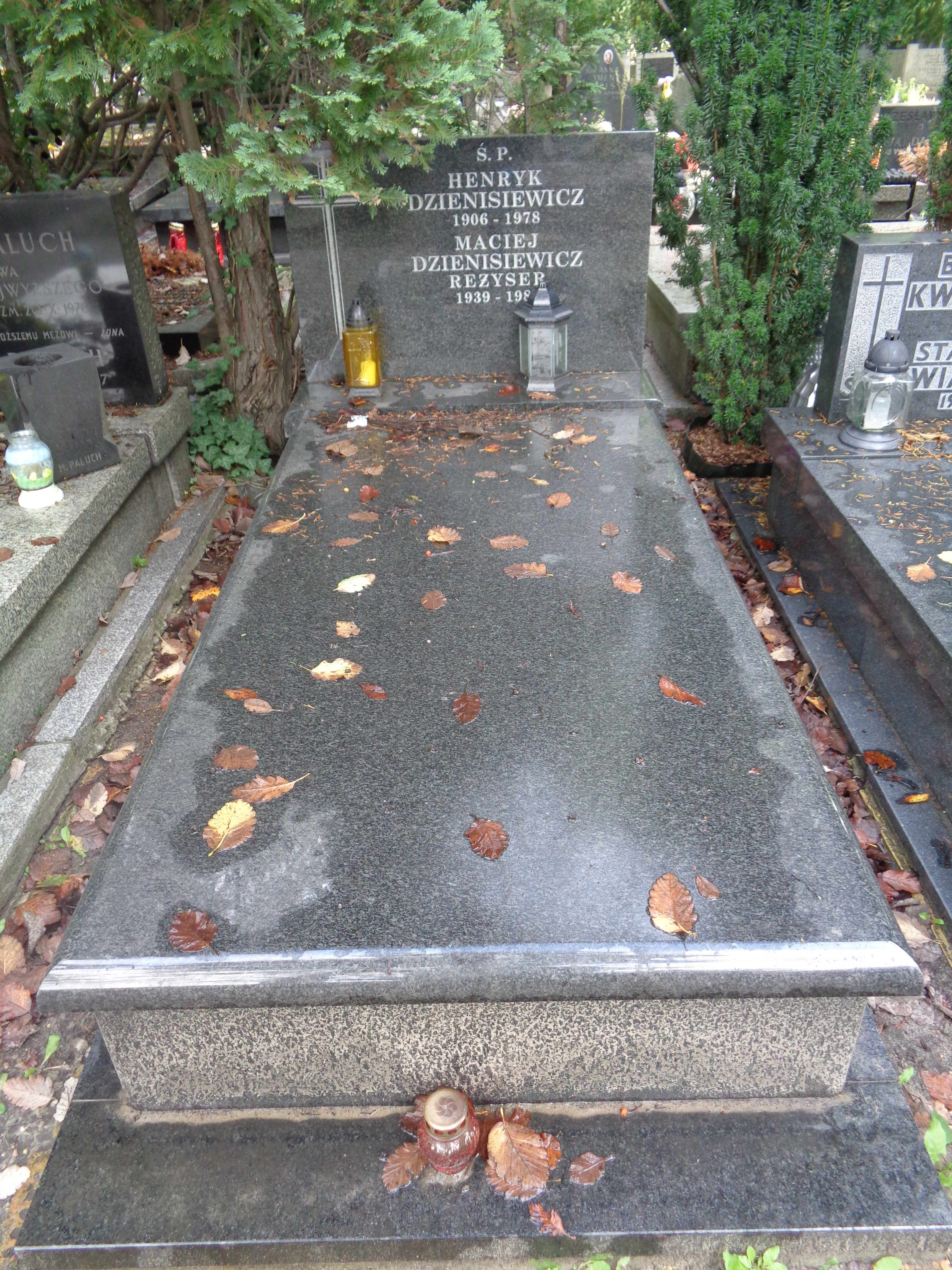
Grób Macieja Dzienisiewicza na Cmentarzu Wojskowym na Powązkach w Warszawie

Maciej Dzienisiewicz (ur. 28 lutego 1939 w Łodzi. zm. 25 lutego 1987 w Warszawie) – polski aktor teatralny i filmowy, reżyser teatralny i dyrektor teatrów, pedagog.

## Życiorys
Był absolwentem Wydziału Aktorskiego Państwowej Wyższej Szkoły Teatralnej w Warszawie (1961), ukończył również reżyserię w Leningradzie (1977). Po ukończeniu studiów, do 1963 roku był członkiem zespołu Teatru Ziemi Lubuskiej w Zielonej Górze. Następnie występował w Warszawie, w teatrach: Polskim (1963-1969), Klasycznym, a następnie Studio (1969-1972) oraz Rozmaitości (1972-1981). W sezonie 1981/1982 był dyrektorem i kierownikiem artystycznym Teatru im. Jerzego Szaniawskiego w Wałbrzychu. W kolejnych latach zajmował się głównie reżyserią: najpierw jako asystent w Teatrze Wielkim w Warszawie (1982-1985), a następnie jako reżyser w Teatrze Dramatycznym w Płocku (1985-1987). Reżyserował także spektakle Teatru Telewizji (1982-1985) oraz występował w spektaklach Teatru Polskiego Radia (1962-1974).

Jako pedagog współpracował z Akademią Muzyczną im. Fryderyka Chopina w Warszawie, gdzie prowadził zajęcia ze studentami Wydziału Wokalno-Aktorskiego.
Był przyrodnim bratem aktorki Moniki Dzienisiewicz-Olbrychskiej oraz mężem Antoniny Girycz - również aktorki. Został pochowany na Cmentarzu Wojskowym na Powązkach w Warszawie.

## Filmografia
- Moja wojna, moja miłość (1975) - porucznik żandarmerii
- Dyrektorzy (1975) - odc. 6
- Biały mazur (1979)
- Doktor Murek (1979) - Kapelewicz (odc. 4)
- Kontrakt (1980)
- Bez miłości (1980) - urzędnik decydujący o stypendium Ewy
- Yokohama (1981) - recepcjonista w hotelu
- 07 zgłoś się (1981) - Zdzisław Kępiński, sąsiad Nawrockiej (odc. 12)